# Trechispora antipus
Trechispora antipus är en svampart som beskrevs av Trichies & Schultheis 2002. Trechispora antipus ingår i släktet Trechispora och familjen Hydnodontaceae.   Inga underarter finns listade i Catalogue of Life.